# Giovanni Peragine
Mons. Giovanni Peragine, B. (* 25. června 1965 Altamura) je italský římskokatolický duchovní, barnabita a arcibiskup skadarsko-pultský.

## Život
Narodil se 25. června 1965 v Altamuře. Návštěvě základní školu v rodném městě, kterou vedl řád Barnabitů. Střední vzdělání získal na technickém institutu v Bologni.
Dne 15. září 1983 nastoupil do noviciátu Barnabitů ve Florencii. Následující rok 23. září složil své časné sliby. Teologické a filosofické studium absolvoval na Papežské univerzitě Urbaniana v Římě. Dne 17. listopadu 1991 složil v Římě své věčné řeholní sliby a 10. března 1993 vysvěcen na kněze. Byl jmenován farní lm vikářem farnosti Matky Božské prozřetelnosti ve Florencii a byl zodpovědný za pastoraci mládeže.
V říjnu 1998 byl pozván jako misionář do Albánie. Sloužil ve farnosti svatého Mikuláše v Milotu a stal se formátorem semináře Barnabitů. Od roku 2006 byl provinčním radou a později provinčním vikářem Středo-jižní provincie Barnabitů.
Dne 15. června 2017 jej papež František jmenoval apoštolským administrátorem Jižní Albánie a titulárním biskupem z Phoenice. Biskupské svěcení přijal 7. září 2017 z rukou arcibiskupa George Frenda a spolusvětiteli byli arcibiskup Charles John Brown a biskup Hil Kabashi.
Tuto funkci zastával do 20. května 2024, kdy byl ustanoven arcibiskupem koadjutorem skadarsko-pultské arcidiecéze.
Dne 8. ledna 2025 se po rezignaci arcibiskupa Angela Massafry nastoupil na post metropolitního arcibiskupa.